# Anas Sharbini
Anas Sharbini (Rijeka, 21. veljače 1987.) hrvatski je nogometaš palestinskih korijena koji igra na poziciji lijevog krila. Trenutačno igra za Rječinu Dražice.

## Klupska karijera

### HNK Rijeka
Anas je sin palestinskog izbjeglice iz Sirije Jamala Sharbinija i majke Ranke iz Grobnika, a po ocu je dobio i jordansko državljanstvo. Nogometni počeci su mu bili u Rijeci, nakon čega prolazi omladinsku školu Rijeke iz koje ulazi u prvi sastav.
U sezoni 2006./07. bio je jedan od najboljih mladih igrača Prve HNL. Sljedeće sezone, usprkos svom neiskustvu i mladosti, imenovan je kapetanom Rijeke. Time je postao najmlađi kapetan u povijesti kluba.
U zimskoj stanci u sezoni 2008./09., špekuliralo se o Sharbinijevom prelasku u zagrebački Dinamo i Hajduk, no Sharbini je ostao u Rijeci.

### HNK Hajduk Split
Ipak je 13. kolovoza 2009. potpisao za HNK Hajduk Split u kojem je nosio dres s brojem 99 iako je prethodno već praktički sve bilo spremno za potpis ugovora s Dinamom no u posljednji trenutak prelazak u Maksimir je propao te je Sharbini transferiran s Kantride na Poljud.

### Al-Ittihad
Nakon tri sezone u Hajduku, u kojem u konačnici nije ispunio očekivanja, Sharbini odlazi u Saudijsku Arabiju, potpisavši 25. srpnja 2012. dvogodišnji ugovor za Al-Ittihad iz Jeddaha.

### HNK Rijeka
Nakon 4 godine, Sharbini se vraća u matični klub Rijeku. Ugovor je potpisan na dvije godine s mogućnošću produženja na još godinu dana. 8. siječnja 2016. zbog neplaćenih dugova bivšem zastupniku zaradio je suspenziju HNS-a. U veljači 2016. godine, Sharbini je otišao na posudbu u turskom Osmanlısporu do ljeta te godine.

## Reprezentacija
Sharbini je prošao sve uzrasne selekcije mladih reprezentacija, za koje je upisao oko 30 nastupa. U nekoliko je prilika dolazio u sukob s tadašnjim izbornikom mlade reprezentacije Hrvatske, Draženom Ladićem, nakon čega ga se Ladić odrekao, a HNS ga je kaznio s 80.000 kn.
Tadašnji izbornik hrvatske nogometne reprezentacije Slaven Bilić objavio je konačni popis putnika za Europsko prvenstvo u Austriji i Švicarskoj 2008., a Sharbini je dobio pretpoziv, no na kraju ipak nije nastupio na prvenstvu. Tadašnji izbornik Niko Kovač poziva ga 6. studenog 2014. na prijateljsku utakmicu protiv Argentine gdje zabija gol za 1:0.

## Priznanja

### Klupska
HNK Rijeka
- Hrvatski nogometni kup (3): 2004./05., 2005./06., 2013./14.
- Hrvatski nogometni superkup (1): 2014.